# Urechești, Vrancea
Urechești là một xã thuộc hạt Vrancea, România. Dân số thời điểm năm 2011 là 2,532 người.